# Cerco de Pensacola
O Cerco de Pensacola foi uma batalha travada no começo de 1781, no contexto da Guerra da Independência dos Estados Unidos. A Espanha, aliados dos rebeldes americanos, travava um conflito para expandir suas possessões coloniais na América, conquistando territórios pertencentes a Grã-Bretanha. No caminho ficava a estratégica cidade de Pensacola, na Flórida Ocidental, que foi tomada depois de um cerco de dois meses.